# Erannis lesaunieri
Erannis lesaunieri là một loài bướm đêm trong họ Geometridae.